# Jornal Tribuna de Macau
Pour les articles homonymes, voir JTM.
Le Jornal Tribuna de Macau (JTM) est l'un des trois journaux de langue portugaise à Macao. Son actuel directeur est José Rocha Dinis. C'est un organe important de la communication sociale, qui met en évidence non seulement l'actualité de Macao, mais celle du reste du monde. Il est le seul journal matinal en portugais de la ville qui est publié sept fois par semaine.
Ce journal est le résultat de la fusion de deux journaux en langue portugaise plus anciens : le Jornal de Macau et le Tribuna de Macau, créés tous les deux dans les années 1980.
Soutenu par le prestigieux journal portugais Diário de Notícias, le JTM a pour objectif de continuer à publier des journaux de langue portugaise à Macao, permettant aux lusophones de Macao un moyen supplémentaire d'être informés de la réalité vécue au Portugal, à Macao et dans le reste du monde.